# Атанас Теладур
Атанас Теладур е виден възрожденски дърворезбар и основател на резбарското течение в Самоковската художествена школа. Атанас Теладур е ръководител на изработването на централния дърворезбован иконостас в съборната църква в Рилския манастир „Рождество Богородично“, смятан за връх в развитието на българската възрожденска дърворезба.

## Биография
Роден е в град Солун. Занимава се с резбарство и позлата на дърво. Прякорът му Теладур идва от италианската дума за резбар intagliatore. Участва в Гръцкото въстание и в 1821 година е интерниран от османските власти в Самоков, където и се жени. В 1830 му е възложено да разшири иконостаса на митрополитската църква „Успение Богородично“ и към страничните кораби, което Атанас прави за три години. Изработва и амвона на храма.
Атанас Теладур се обгражда с помощници – Петър Дашин и Георги Дашин, както и Стойчо Фандъков.
Атанас Теладур работи в Рилския манастир, където в 1839 година заедно със своите помощници братя Дашини и втората тайфа на Петър Гарката, Димитър Станишев и чирака им Антон Станишев изработват иконостаса в главната църква. Дело на Атаас Теладур вероятно е и иконостасът във „Въведение Богородично“ в Горна Джумая, както и резбата по иконостаса в „Успение Богородично“ в Либяхово.